# Алексей Корнеев
Алексей Корнеев (на руски: Алексей Корнеев) е съветски футболист и треньор.
Майстор на спорта (1961). Участник на Европейското първенство през 1964 г. и Световното първенство през 1966 г. (4-то място).

## Отличия

### Отборни
Спартак Москва
- Съветска Висша лига: 1962
- Купа на СССР по футбол: 1963, 1965